# Peter Altmeier
Peter Altmeier (ur. 12 sierpnia 1899 w Saarbrücken, zm. 28 sierpnia 1977 w Koblencji) – niemiecki polityk związany z CDU, przewodniczący Bundesratu w latach 1954–1955 i 1965–1966, premier Nadrenii-Palatynatu w latach 1947–1969.